# Vol nocturn
Vol nocturn (títol original en anglès Red Eye) és una pel·lícula estatunidenca dirigida per Wes Craven, estrenada l'any 2005. Ha estat doblada al català.

## Argument
Lisa Reisert, una jove, s'afanya a agafar l'avió. Abans, pren una copa amb Jackson Rippner, un jove encantador. Una vegada a l'avió, es troba amb Jackson al costat d'ella. Però sota la personalitat encantadora del jove s'amaga un terrorista que participa en un complot: matar el secretari adjunt de la seguretat nacional. Lisa és la clau del seu èxit i si no participa en el complot, amenaça de matar Joe, el pare de Lisa.

## Repartiment
- Rachel McAdams: Lisa Reisert
- Cillian Murphy: Jackson Rippner
- Brian Cox: Joe Reisert
- Laura Johnson: Dona rossa
- Max Kasch: Nen amb casc
- Jayma Mays: Cynthia
- Angela Paton: Dona amable
- Suzie Plakson: Hostessa sénior
- Jack Scalia: Charles Keefe
- Teresa Press-Marx: Marianne Taylor
- Robert Pine: Bob Taylor
- Carl Gilliard: taxista
- Mary-Kathleen Gordon: Representant de la companyia aèria
- Loren Lester: Passatger furiós
- Philip Pavel i Amber Mead: Agents de viatge a Dallas.
- Dey Young: Agent a la porta d'embarcament a Dallas
- Brittany Oaks: Rebecca
- Tina Anderson: La mare de Rebecca
- Jeanine Jackson: Passatgera
- Joey Nader: Barman
- Kyle Gallner: Germà del nen amb casc

## Al voltant de la pel·lícula
- El rodatge ha tingut lloc del 15 novembre 2004 de 2004 al 28 de gener de 2005 a Los Angeles i Miami, així com als aeroports de Los Angeles i Ontario (no confondre amb la província canadenca), tots dos a Califòrnia.
- El cineasta i el guionista fan tots dos una aparició al film com a passatgers de l'avió.
- El nom del personatge de Rachel McAdams, Lisa Reisert (o L.Reisert), és una picada d'ull al film de Clive Barker, Hellraiser, estrenat l'any 1988.
- Wes Craven es va casar amb Iya Labunka el 27 de novembre de 2004, poc després del començament del rodatge.[4]

- Carl Ellsworth va escriure el seu guió tenint els actors Sean Penn i Robin Wright Penn al cap, però Wes Craven va preferir actors més joves.

- Red Eye és el primer thriller de Wes Craven, director habituat de films de terror de terror com A Nightmare on Elm Street (1984) o la saga Scream (1996).
- Per a aquest film, Rachel McAdams va tenir un salari d'1 milió de dòlars.[5]

## Banda original
- Diamondback-Cadillac, interpretat per Soho Vamp
- Parasite, interpretat per Soho Vamp
- Look Up, interpretat per Zero 7
- Where Do I Begin?, interpretat per The Chemical Brothers